# Roland Petit
Roland Petit (Villemomble, 13 gennaio 1924 – Ginevra, 10 luglio 2011) è stato un coreografo e ballerino francese.

## Biografia
Figlio dell'italiana Rose Repetto, fondatrice dell'omonima azienda calzaturiera, si formò alla scuola di danza dell'Opéra National di Parigi e nel 1930 entrò nella compagnia di balletto dell'Opéra. Nel 1945 fondò i Ballets des Champs-Élysées e nel 1948 i Ballets de Paris al Théâtre Marigny, con Zizi Jeanmaire, sua futura moglie, come ballerina étoile.
Collaborò con Serge Gainsbourg, Yves Saint-Laurent e Cesar e partecipò a molti film americani e francesi. Ritornò all'Opéra de Paris nel 1965 per montare Notre-Dame de Paris.
Preparò ancora balletti per i più grandi teatri di Francia, Italia, Germania,  Gran Bretagna,  Canada e Cuba. Nel 1968, il suo balletto Turangalîla provocò una piccola rivoluzione all'interno dell'Opéra de Paris.
Nel 1972, su invito del sindaco di Marsiglia, Gaston Deferre, fondò "Les Ballets de Marseille" (poi Ballet National de Marseille), che ha diretto per ventisei anni.
Nel corso della sua carriera lavorò in stretto contatto con il pittore Jean Carzou, ma anche con altri artisti come Max Ernst.
Autore di più di 50 creazioni che spaziano in tutti i generi, ideò coreografie per un universo di danzatori internazionali. Rifiutando gli effetti tecnici gratuiti, non smise di rinnovare il suo stile e il suo linguaggio, diventando maestro nell'arte del pas de deux del balletto narrativo, ma riuscendo anche nel campo astratto.
Collaborò anche con il Nouveau Réalisme con personaggi come Martial Raysse, Niki de Saint Phalle e Jean Tinguely.
Le jeune homme et la mort (libretto di Jean Cocteau) è considerato come il suo capolavoro assoluto, con coreografia e costumi di straordinaria modernità.
Nel suo balletto Carmen, fece inoltre un utilizzo fuori dagli schemi dell'en-dedans, mentre conferì un tratto non figurativo a Turangalîla.
La prima italiana a lavorare con lui fu Elisabetta Terabust, per la quale creò il suo Schiaccianoci nel 1976, Charlot (1991) e La Valse triste (1992). Petit ebbe nella sua compagnia di Marsiglia il ballerino (poi anche coreografo), cantante e pianista argentino di origini italiane Rubén Celiberti e anche molti talenti italiani, tra cui Luigi Bonino, Carlotta Zamparo, Francesca Sposi e, come ospiti, Massimo Murru e Alessandra Ferri.
Morì nel 2011 all'età di 87 anni a seguito di una leucemia.